# 馬嘉祺 (運動員)
馬嘉祺（英語：Ma Ka Ki，1978年6月8日—），生於香港，是一名足球員，司職後衛，出身於南華，現時效力香港甲組足球聯賽球隊公民足球隊。

## 球員生涯
馬嘉祺出身於香港甲組足球聯賽老牌球會南華，於1995年年僅17歲便成為南華青年軍，1999年獲提升為甲組後備。在2000-01年度球季，馬嘉祺開始獲得較多上陣機會，由於他可以勝任後防任何一個位置，故此每當有主力球員停賽或因傷缺陣，他便會獲派正選上陣，球季結束後在球隊頒獎禮上獲得「進步神速獎」。2004年夏天，離開母會南華，專注發展他的足球學校事業。
2006年，在好友何國泉邀請下，以玩票性質，復出加盟重返甲組的業餘球隊港會，雖然只上陣兩場，但已吸引到正在物色中堅的公民球會高層注意。
2007年夏天，獲公民羅致，並效力至今。2007年10月13日，公民對南華之戰，是他足球生涯首次倒戈出戰母會。

## 外部連結
- 香港足球總會網頁球員註冊資料 （页面存档备份，存于）
- 公民足球隊官方網頁 （页面存档备份，存于）